# Festival Internacional de Cinema de Calcuta
El Festival Internacional de Cinema de Calcuta (oficialment Kolkata International Film Festival / কলকাতা ফিল্ম ফেস্টিভাল, KIFF) és un festival de cinema que se celebra anualment a Kolkata, Índia. Fundat el 1995, és el tercer festival internacional de cinema més antic de l'Índia. El festival està organitzat pel West Bengal Film Center sota el govern de Bengala Occidental. El 2019, es va celebrar del 8 al 15 de novembre. El centre va ser inaugurat l'any 1985 per Satyajit Ray i, des del moment de la seva fundació, els aficionats al cinema de Kolkata han demanat el seu propi festival de cinema.
Inicialment un festival de cinema independent, el festival és després reconegut per la FIAPF (Federació Internacional d'Associacions de Productors Cinematogràfics) com a competitiu especialitzat (Categoria B). La durada no serà inferior a 60 minuts per a les pel·lícules destacades. La durada dels curtmetratges no ha de ser superior a 30 minuts, i per a documentals no més de 60 minuts. Les produccions no poden tenir més de dos anys i han de ser una estrena índia.

## Premis
- Premi Golden Royal Bengal Tiger a la millor pel·lícula
- Premi Golden Royal Bengal Tiger al millor director
- Premi Golden Royal Bengal Tiger al millor curtmetratge
- Premi Golden Royal Bengal Tiger al millor documental

- Menció especial del jurat (Innovació en imatges en moviment)

- Premi Hiralal Sen Memorial a la millor pel·lícula (pel·lícules en llengua índia)
- Premi Hiralal Sen Memorial al millor director (pel·lícules en llengua índia)
- Menció especial del jurat (pel·lícules en llengua índia)
- Premi NETPAC a la millor pel·lícula
- Menció especial del jurat (curtmetratges indis)

## Cerimònies i premiats
A continuació es mostra una llista de totes les cerimònies dels Premis Internacionals de Cinema de Kolkata des de 1995.
| Cerimònia                                       | Data | Millor pel·lícula (International)                        | Menció especial del jurat                        | Millor pel·lícula (Índia)                       | Millor pel·lícula (NETPAC)                                     | Millor director                  | Seleccions                  | Guanyadors                    | Notes                                                                                      | Fonts                |
| ----------------------------------------------- | ---- | -------------------------------------------------------- | ------------------------------------------------ | ----------------------------------------------- | -------------------------------------------------------------- | -------------------------------- | --------------------------- | ----------------------------- | ------------------------------------------------------------------------------------------ | -------------------- |
| 1r Festival Internacional de Cinema de Calcuta  | 1995 |                                                          |                                                  |                                                 |                                                                |                                  |                             |                               |                                                                                            |                      |
| 2n Festival Internacional de Cinema de Calcuta  | 1996 |                                                          |                                                  |                                                 |                                                                |                                  |                             |                               |                                                                                            |                      |
| 3r Festival Internacional de Cinema de Calcuta  | 1997 |                                                          |                                                  |                                                 |                                                                |                                  |                             |                               |                                                                                            |                      |
| 4t Festival Internacional de Cinema de Calcuta  | 1998 |                                                          |                                                  |                                                 |                                                                |                                  |                             |                               |                                                                                            |                      |
| 5è Festival Internacional de Cinema de Calcuta  | 1999 |                                                          |                                                  |                                                 |                                                                |                                  |                             |                               |                                                                                            |                      |
| 6è Festival Internacional de Cinema de Calcuta  | 2000 |                                                          |                                                  |                                                 |                                                                |                                  |                             |                               |                                                                                            |                      |
| 7è Festival Internacional de Cinema de Calcuta  | 2001 |                                                          |                                                  |                                                 |                                                                |                                  |                             |                               |                                                                                            |                      |
| 8è Festival Internacional de Cinema de Calcuta  | 2002 |                                                          |                                                  |                                                 |                                                                |                                  |                             |                               |                                                                                            |                      |
| 9è Festival Internacional de Cinema de Calcuta  | 2003 |                                                          |                                                  |                                                 |                                                                |                                  |                             |                               |                                                                                            |                      |
| 10è Festival Internacional de Cinema de Calcuta | 2004 |                                                          |                                                  |                                                 |                                                                |                                  |                             |                               |                                                                                            |                      |
| 11è Festival Internacional de Cinema de Calcuta | 2005 |                                                          |                                                  |                                                 |                                                                |                                  |                             |                               |                                                                                            |                      |
| 12è Festival Internacional de Cinema de Calcuta | 2006 |                                                          |                                                  |                                                 |                                                                |                                  |                             |                               |                                                                                            |                      |
| 13è Festival Internacional de Cinema de Calcuta | 2007 |                                                          |                                                  |                                                 |                                                                |                                  |                             |                               |                                                                                            |                      |
| 14th Dhaka International Film Festival          | 2008 |                                                          |                                                  |                                                 |                                                                |                                  |                             |                               |                                                                                            |                      |
| 15è Festival Internacional de Cinema de Calcuta | 2009 |                                                          |                                                  |                                                 |                                                                |                                  |                             |                               |                                                                                            |                      |
| 16è Festival Internacional de Cinema de Calcuta | 2010 |                                                          |                                                  |                                                 |                                                                |                                  |                             |                               |                                                                                            |                      |
| 17è Festival Internacional de Cinema de Calcuta | 2011 |                                                          |                                                  |                                                 |                                                                |                                  |                             |                               |                                                                                            |                      |
| 18è Festival Internacional de Cinema de Calcuta | 2012 |                                                          |                                                  |                                                 |                                                                |                                  |                             |                               | es van projectar 180 pel·lícules de 60 països, inclosa l'Índia                             | [ 6 ]                |
| 19è Festival Internacional de Cinema de Calcuta | 2013 |                                                          |                                                  |                                                 |                                                                |                                  |                             |                               | es van projectar 189 pel·lícules de 6e països, inclosa l'Índia                             |                      |
| 20è Festival Internacional de Cinema de Calcuta | 2014 |                                                          |                                                  |                                                 | Unlucky Plaza                                                  | Najwa Najjar per Eyes of a Thief |                             |                               |                                                                                            |                      |
| 21è Festival Internacional de Cinema de Calcuta | 2015 | The Wednesday Child                                      |                                                  |                                                 | Blanka                                                         |                                  |                             |                               |                                                                                            |                      |
| 22è Festival Internacional de Cinema de Calcuta | 2016 | Glory                                                    |                                                  | Another Time                                    | Singing in Graveyards                                          |                                  |                             |                               |                                                                                            |                      |
| 23è Festival Internacional de Cinema de Calcuta | 2017 | Los Perros                                               | KUPAL' dirigida per Kazem Mollaie                | To Let (film)                                   | Goodbye Katmandu                                               |                                  |                             |                               |                                                                                            | [ 7 ]                |
| 24è Festival Internacional de Cinema de Calcuta | 2018 | The Third Wife                                           |                                                  | Widow of Silence                                | The Sweet Requiem                                              |                                  |                             |                               | es van projectar 170 pel·lícules de 70 països, inclosa l'Índia                             | [ 8 ]                |
| 25è Festival Internacional de Cinema de Calcuta | 2019 | La llorona                                               |                                                  | MAI GHAT CRIME NO 103- 2005                     | Devi aur Hero                                                  |                                  | Llista completa de selecció | Llista completa de guanyadors | es van projectar 213 pel·lícules de 78 països, inclosa l'Índia                             | [ 9 ]                |
| 26è Festival Internacional de Cinema de Calcuta | 2020 | Bander Band                                              | Blindfold                                        | Kalla Nottam                                    | Nonajoler Kabbo                                                |                                  | Llista completa de selecció | Llista completa de guanyadors | -                                                                                          | [ 10 ]               |
| 27è Festival Internacional de Cinema de Calcuta | 2021 | Jhilli                                                   | Streams                                          | Adieu Godard                                    | The Cloud & The Man                                            |                                  |                             |                               |                                                                                            | [ 11 ] [ 12 ] [ 13 ] |
| 28è Festival Internacional de Cinema de Calcuta | 2022 | Upon entry (L'arribada) i The Golden Wings of Watercocks | Silent Glory de Nahid Hassanzadeh                | Muthayya de Bhaskhar Maurya                     | Fortune de Muhiddin Muzaffar                                   | Ernesto Ardito                   | Llista completa de selecció | Llista completa de guanyadors | 183 pel·lícules, incloent 130 llargmetratges i 52 curtmetratges i documentals de 42 països | [ 14 ] [ 15 ]        |
| 29è Festival Internacional de Cinema de Calcuta | 2023 | Children of Nobody d’Erez Tadmor                         | Chalchitra Ekhon (Kaleidoscope Now) d’Anjan Dutt | Gorai Phakhri (Wild Swans) bde Rajni Basumatary | Broken Dreams Stories from the Myanmar Coup de Ninefold Mosaic | Carlos Daniele Malave            | Llista completa de selecció | Llista completa de guanyadors | 219 pel·lícules, incloent 72 llargmetratges i 50 curtmetratges i documentals de 39 països  | [ 16 ] [ 17 ]        |

|}